# Danny De Raymaeker
Danny De Raymaeker (Vilvoorde, 10 december 1959) is een Belgisch bankier en  bestuurder.

## Levensloop
Hij studeerde in 1983 af als handels- en bedrijfseconomisch ingenieur aan de Katholieke Universiteit Leuven. Later behaalde hij een masterdiploma 'Internal Auditing' aan de UFSIA Management School te Antwerpen.
Beroepshalve werd hij in 1990 actief bij KBC, alwaar hij onder meer lid was van het directiecomité en topman was van de Belgische poot van de grootbank. In januari 2015 volgde hij Luc Van den Bossche op als CEO van Optima Bank, alwaar hij voorafgaand van september tot december 2014 reeds voorzitter was van de raad van bestuur.
Op 19 maart 2016 werd hij aangesteld als voorzitter van het Davidsfonds, een mandaat dat hij in juli 2016 ter beschikking stelde na het faillissement van Optima Bank.